# Jan Bojarski (polityk)
Jan Jerzy Bojarski (ur. 25 lipca 1922 w Mławie, zm. 10 czerwca 2002) – polski ekonomista, działacz harcerski, poseł na Sejm PRL VIII kadencji.

## Życiorys
W czasie wojny brał czynny udział w konspiracji w szeregach Batalionów Chłopskich i Armii Krajowej, w 1943 aresztowany przez Gestapo i osadzony w obozie koncentracyjnym Mauthausen, gdzie przebywał do chwili wyzwolenia.Posiadał wykształcenie niepełne wyższe, z zawodu ekonomista. Był współorganizatorem Związku Harcerstwa Polskiego, komendantem Warmińsko-Mazurskiej Chorągwi Harcerzy oraz członkiem prezydium Zarządu Wojewódzkiego Związku Młodzieży Polskiej. Pełnił funkcje prezesa Zarządu Wojewódzkiego Związku Spółdzielni Pracy w Olsztynie (1958–1989) oraz zastępcy przewodniczącego Wojewódzkiej Rady Narodowej w Olsztynie (od 1958 pełnił mandat przez kilka kadencji). 26 lutego 1982 objął mandat posła na Sejm PRL VIII kadencji w okręgu Olsztyn, zastępując Stefana Poznańskiego. Zasiadał w Komisji Handlu Wewnętrznego, Drobnej Wytwórczości i Usług, Komisji Rynku Wewnętrznego, Drobnej Wytwórczości i Usług oraz Komisji Nadzwyczajnej do rozpatrzenia projektu ustawy Ordynacja wyborcza do Sejmu Polskiej Rzeczypospolitej Ludowej. Otrzymał liczne odznaczenia i wyróżnienia.
W 1997 odznaczony Medalem za Długoletnie Pożycie Małżeńskie. Pochowany wraz z małżonką Jadwigą z domu Matusiak, żołnierz AK na cmentarzu komunalnym w Olsztynie.